# (39537) 1990 VV2
1990 في في 2 (ويعرف أيضًا باسم (39537) 1990 في في 2 وفق تسمية الكوكب الصغير) (بالإنجليزية: 1990 VV2)‏ هو كويكب ضمن حزام الكويكبات؛ وترتيبه 39537 من حيث الاكتشاف.
اكتُشف هذا الجُرم الفلكي بواسطة هيروشي موري في 12 نوفمبر 1990.

## وصلات خارجية
- (39537) 1990 VV2 في قاعدة بيانات مختبر الدفع النفاث لأجرام النظام الشمسي الصغيرة

- الاكتشاف · مخطط المدار ·  العناصر المدارية · المعلمات المادية

- (39537) 1990 VV2 على موقع ويكي سكاي: DSS2, SDSS, GALEX, IRAS, Hydrogen α, X-Ray, Astrophoto, Sky Map, Articles and images